# Empria tridens
Empria tridens är en stekelart som först beskrevs av Friedrich Wilhelm Konow 1896.  Empria tridens ingår i släktet Empria, och familjen bladsteklar. Arten är reproducerande i Sverige.